# آندره‌آ تمشواری
آندره‌آ تِمِشواری (مجاری: Temesvári Andrea؛ زادهٔ ۲۶ آوریل ۱۹۶۶) تنیس‌باز اهل مجارستان است.